# Ginikoefficient
Ginikoefficient är en ekonomisk måttenhet på ojämlikheten, till exempel i inkomstfördelning, hos en befolkning som utvecklades av Corrado Gini. Ginikoefficienter används för att jämföra inkomstspridningen mellan olika länder. Måttet bygger på Lorenzkurvan och visar hur inkomsterna är fördelade i en viss population. Låt A vara ytan under Lorenzkurvan för det teoretiska fallet att alla har samma inkomst och B ytan under den faktiska Lorenzkurvan. Då är ginikoefficienten lika med (A-B)/A. Eftersom B är mindre än eller lika med A får ginikoefficienten ett värde mellan 0 och 1. Om alla individer har exakt lika stora inkomster är B=A, vilket ger ginikoefficienten 0. Om en person har all inkomst och övriga ingen inkomst blir B=0 vilket ger ginikoefficenten 1.
Ju lägre ginikoefficient för inkomster, desto mer jämlikt fördelas löner, vinster, bidrag, och andra ersättningar inom ett land. Till exempel Norge är ett av de länder som har låga ginikoeffcienter för inkomster, och har därmed en jämn inkomstfördelning. Flera länder i Sydamerika har mycket höga ginikoefficienter (jämfört med världens genomsnitt) och har därmed mycket ojämlika inkomstfördelningar.
I Europa placerar sig Turkiet längst ned i listan med högst inkomstspridning med en ginikoefficent på 0,43. Bland länderna i EU uppvisar Bulgarien och Litauen störst inkomstskillnader.
År 2023 var Sveriges ginikoefficient 0,295 (bara något bättre än EU-snittet på 0.296).

## Problematisering
Ginikoefficienten beräknas vanligtvis utifrån disponibel inkomst, det vill säga efter skatter och transfereringar. Tar man hänsyn till omfördelningseffekterna av skattefinansierad välfärd, till exempel offentligt finansierad välfärd så som skola och sjukvård, minskar inkomstspridningen betydligt i Sverige och de nordiska länderna.
Ginikoefficienten är problematisk även i andra aspekter, bland annat fokuserar måttet enbart på relativa inkomster och inte på inkomstnivåer i länderna. Nederländerna och Bangladesh hade till exempel samma ginikoefficient år 2010 trots att länderna skiljer sig extremt mycket åt när det kommer till levnadsstandard och inkomstnivå.
Ginikoefficienten tar heller inte hänsyn till förmögenhet. Det innebär att länder med låg inkomstspridning, men där ett fåtal har all förmögenhet, kan ha en låg ginikoefficient.  Här utmärker sig Sverige, som har en av världens högsta ojämlikheter gällande förmögenheter.

Inkomstfördelning (ginikoefficient) i ett antal givna länder 1945-2008. (I figuren uttrycks ginikoefficienten på skalan 0-100 istället för på skalan 0-1.)